# Santa Marina de Somoza
Santa Marina de Somoza es una localidad del municipio leonés de Santa Colomba de Somoza, en la Comunidad Autónoma de Castilla y León. 
La iglesia está dedicada a santa Marina.

## Localidades limítrofes
Confina con las siguientes localidades:
- Al norte con Rabanal Viejo.
- Al este con El Ganso.
- Al sureste con Santa Colomba de Somoza.
- Al sur con Turienzo de los Caballeros.
- Al oeste con Andiñuela.
- Al noroeste con Santa Colomba de Somoza.

## Demografía
Evolución de la población
| Gráfica de evolución demográfica de Santa Marina de Somoza entre 2000 y 2017 |
|                                                                              |
| Población de derecho (2000-2017) según el padrón municipal del INE           |

## Historia
Así se describe a Santa Marina de Somoza (o de Turienzo) en el tomo XI del Diccionario geográfico-estadístico-histórico de España y sus posesiones de Ultramar, obra impulsada por Pascual Madoz a mediados del siglo XIX:

Lugar en la provincia de León, partido judicial y diócesis de Astorga, audiencia territorial y capitanía general de Valladolid, ayuntamiento de Turienzo de los Caballeros. Situado en una llanura árida y escasa de aguas; su clima es frío, sus enfermedades más comunes catarros y pulmonías. Tiene unas 30 casas, escuela de primeras letras por temporada, iglesia parroquial (Santa Marina), servida por 1 cura de ingreso y libre provisión, y escasas aguas potables. Confina N Rabanal del Camino; E y S Turienzo, y O Andiñuela. El terreno, aunque la mayor parte de secano, es de mediana calidad, y produce trigo, cebada, centeno y pastos; cría ganado lanar, vacuno, cabrío y mular, y muchos pavos, lo cual constituye la principal industria de los moradores. Población: 30 vecinos, 170 almas. Contribución: con el ayuntamiento.
Diccionario geográfico-estadístico-histórico de España y sus posesiones de Ultramar